# 日本アルコール産業
日本アルコール産業株式会社（にっぽんアルコールさんぎょう）は、日本アルコール産業株式会社法（平成17年法律第32号）に基づいて、酒税法で規定されている酒類ではない発酵アルコール（工業用アルコール）の製造販売等を行う特殊会社。通称はJ.alco（ジェー・アルコ）。
海外から輸入した粗留のアルコールを精製しているが、国産・海外産の糖蜜を原料にして発酵過程からの製造も行っている（鹿児島県・出水工場）。アルコールのほかにも、発酵過程から出る副生物から肥料や肥料・飼料の原料も製造しており、アルコールを使用した除菌・消臭剤なども製造している。

## 沿革
- 1937年（昭和12年）4月 - 石油に代わる軍需用液体燃料の自給等を目的とし[1]、大蔵省専売局の所管としてアルコール専売を開始[2]。
- 1942年（昭和17年）4月 - 大蔵省から商工省（のち通商産業省）へ移管。
- 1982年（昭和57年）10月1日 - アルコール製造部門を通商産業省から特殊法人新エネルギー総合開発機構へ移管し、同機構のアルコール事業本部となる[2]。
- 2001年（平成13年）4月1日 - アルコールが許可制となり、一般に開放される。
- 2006年（平成18年）4月1日 - 新エネルギー・産業技術総合開発機構のアルコール製造部門が独立し、日本アルコール産業株式会社が発足[2]。
- 2008年（平成20年）3月31日 - 同年1月の財務省による株式売出しの結果、日本アルコール販売の子会社となった[3]。